# Lie to Me
Pour les articles homonymes, voir Lie to Me (homonymie).
Lie to Me, ou Lie to Me : Crimes et Mensonges au Québec, est une série télévisée américaine en 48 épisodes de 42 minutes créée par Samuel Baum d'après les théories du docteur en psychologie clinique Paul Ekman, diffusée en simultané entre le 21 janvier 2009 et le 31 janvier 2011 sur le réseau FOX aux États-Unis et sur le réseau Global au Canada.
En Belgique, la série est diffusée depuis le 27 juillet 2009 sur BeTV ; au Québec depuis le 2 septembre 2009 sur V ; en Suisse depuis le 7 mars 2010 sur TSR1 et en France entre le 29 avril 2010 et le 13 mai 2011 sur M6 puis rediffusée à partir du 2 octobre 2011 sur Paris Première et dès le 31 mai 2012 sur W9.

## Synopsis
Le Dr Cal Lightman, psychologue expert en détection de mensonges par l'analyse de « micro-expressions », vend les services de son équipe aux services de l'administration fédérale américaine pour aider à résoudre des enquêtes criminelles et civiles particulièrement difficiles à analyser.

## Distribution

### Personnages principaux
- Tim Roth (VF : Nicolas Marié) : Dr Cal Lightman ; directeur du groupe Lightman, expert en décryptage facial
- Kelli Williams (VF : Laura Préjean) : Dr Gillian Foster, psychologue et associée de Cal au sein du groupe Lightman
- Monica Raymund (VF : Anne Dolan) : Ria Torres ; ancien agent des douanes recrutée par Cal
- Brendan Hines (VF : Jean-Pierre Michaël) : Eli Loker ; spécialisé dans le repérage des micro-expressions, l'analyse vocale et les phénomènes de groupe
- Hayley McFarland (VF : Kelly Marot) : Emily Lightman, fille de Cal (récurrente en saison 1, principale en saisons 2 et 3)
- Mekhi Phifer (VF : Didier Cherbuy) : Ben Reynolds, agent du FBI (saison 1 et 2)[3]

### Personnages récurrents
- Jennifer Beals (VF : Danièle Douet) : Zoe Landau, ex-femme de Cal Lightman
- Kristen Ariza (VF : Maïté Monceau) : Heidi, la réceptionniste du groupe Lightman
- Tim Guinee (VF : Pierre-François Pistorio) : Alec Foster, l'ex-mari de Gillian politicien et ancien cocaïnomane (saison 1)
- Sean Patrick Thomas (VF : Tony Marot) : Karl Dupree, un agent du Secret Service avec qui Ria Torres aura une brève relation (saison 1)
- Melissa George (VF : Laurence Dourlens) : Clara Musso, une femme d'affaires qui décide d'investir dans le Groupe Lightman (saison 2)
- Jennifer Marsala (VF : Laurence Sacquet) : Anna, une employée du groupe Lightman (saisons 2 et 3)
- Max Martini (VF : Jean-Pascal Quilichini) : Dave Burns, un psychologue qui aura une brève relation avec Gillian Foster (saison 2)
- Monique Gabriela Curnen (VF : Marjorie Frantz) : inspecteur Sharon Wallowski (invitée saison 2, récurrente saison 3)
- Shoshannah Stern (VF : Katy Varda) : Sarah, étudiante stagiaire (saison 3)
- Fahim Anwar (VF : Vincent de Bouard) : Charles, étudiant stagiaire (saison 3)
- Brandon Jones (en) (VF : Juan Llorca) : Liam, le petit ami d'Emily (saison 3)
- Voix de personnages secondaires (VF : Sébastien Finck) : agents de circulation, agents du FBI, membres de famille, soldat de l'armée américaine…

Version française
- - Société de doublage : Libra Films[4],[5]
  - Direction artistique : Pauline Brunel[5]
  - Adaptation des dialogues : Nicolas Mourguye[5] et Rebecca Mourguye[5]

Sources VF : RS Doublage et Doublage Séries Database

## Production

### Tournage
Le tournage de la série a eu lieu à Los Angeles en Californie (États-Unis).

### Fiche technique
- Titre original et français : Lie to Me
- Titre québécois : Lie to Me : Crimes et Mensonges
- Autres titres : Miénteme (Espagne), Hazudj, ha tudsz! (Hongrie), Lazi mi (Croatie), Lie to Me: Engana-me se Puder (Brésil)
- Création : Samuel Baum
- Réalisation : Eric Laneuville, Adam Davidson, Michael Zinberg, Terrence O'Hara, Daniel Sackheim
- Scénario : Samuel Baum, Ethan Drogin, Sarah Fain, David Slack, Heather Thomason, Kevin Fox, Matt Olmstead, David Ehrman, Elizabeth Craft, Alexander Cary
- Direction artistique : Robert Strohmaier, Thomas T. Taylor
- Décors : Victoria Paul, Alec Hammond, Eric Weiler
- Montage : David C. Cook, David Siegel, Padraic McKinley, David Post, Rick Tuber, Devon Greene, Thomas R. Moore
- Musique : Brand New Day du chanteur Ryan Star (interprète et compositeur) ; Robert Duncan, Doug DeAngelis, Peter Nashel (par épisodes)
- Production : Jeffrey Downer, Tim Roth, Nicolas Bradley, Kevin Fox, David Slack
- Production exécutive : Samuel Baum, Brian Grazer, David Nevins, Steven Maeda
- Sociétés de production : Imagine Television, Samuel Baum Productions, 20th Century Fox Television, MiddKid Productions
- Pays de production :  États-Unis
- Langue originale : anglais
- Format : couleur - 35 mm - 1,78:1 - son Dolby Digital
- Genre : série dramatique et policière
- Durée : 42 minutes par épisode

 Sauf indication contraire, les informations mentionnées dans cette section peuvent être confirmées par la base de données cinématographiques IMDb,  présente dans la section « Liens externes ».

### Diffusion internationale
Version originale
- États-Unis : à partir du 21 janvier 2009 sur FOX

Version française
- Belgique : à partir du 27 juillet 2009 sur BeTV
- Québec : à partir du 2 septembre 2009 sur V
- Suisse : à partir du 7 mars 2010 sur TSR1
- France : à partir du 29 avril 2010 sur M6

Autres versions
- Monde arabe : à partir du 5 mars 2011 sur FOX series[réf. nécessaire]

## Épisodes
La première saison débute avec Cal et Gillian embauchant une nouvelle associée : Ria Torres, agent de la TSA, qui a obtenu un score incroyablement élevé au test de diagnostic de détection de Cal, ce qui lui vaut l'appellation de « naturelle ». Son talent inné dans le domaine se heurte à l'approche académique de Cal, et il se met souvent en avant en analysant rapidement chaque expression de son visage. Elle s'oppose à la « lecture faciale » de Lightman et, quand il s'y attend le moins, elle le mitraille en citant son livre.
Il est progressivement révélé que le Dr Lightman a été conduit à étudier les micro-expressions car il culpabilise du suicide de sa mère. Cette dernière se faisait soigner dans un hôpital psychiatrique et a affirmé bien se sentir afin d'obtenir un laissez-passer pour le week-end, alors qu'en réalité elle est terriblement angoissée (cette histoire est présente dans le livre « Je sais que vous mentez ! » de Paul Ekman).
La plupart des épisodes comportent deux enquêtes simultanées, chacune menée par deux personnages principaux, et ils s'entraident ponctuellement les uns les autres. Dans certains épisodes, les affaires à étudier sont plus complexes et les quatre personnages principaux travaillent ensemble sur le même dossier.
En plus de détecter les mensonges des sujets qu'ils interrogent, Lightman et son équipe utilisent également différentes tactiques d'interrogatoire afin d'obtenir des informations utiles. Plutôt que la force, ils utilisent des questions précises, des déclarations provocatrices, jouent des rôles et n'hésitent pas à grandement mentir eux-mêmes. Dans l'épisode pilote de la série, Lightman parle à un homme qui refuse d'adresser la parole à quiconque mais Cal est capable de discerner des informations vitales en lui parlant et en évaluant sa réaction à chaque déclaration. Cette approche est également reprise dans plusieurs autres épisodes (par exemple, « Amour maternel » (Do No Harm)).

## Univers de la série

### Personnages

#### Personnages principaux
- Cal Lightman : Docteur en psychologie spécialisé dans l'étude et l'analyse du langage corporel et des micro-expressions, est le fondateur du groupe Lightman, entreprise privée qui apporte son expertise aux services de l'État dans certaines affaires délicates. Cal a d'ailleurs lui-même exercé quelques années au service du gouvernement anglais puis des services secrets américains avant de fonder son entreprise. Ses capacités, qu'il a mis près de vingt ans à perfectionner, proviennent de son obsession pour sa mère qui s'est suicidée alors qu'aucun psychologue n'avait remarqué de signes avant-coureurs, jusqu'à ce que Cal passe les enregistrements au ralenti et mette en évidence des signes d'angoisse et de mal-être. On apprend, dans la saison 3 (épisode 10), qu'il avait un père alcoolique qui ne se souciait guère de Cal et de sa mère. D'un naturel confiant et colérique (facette de sa personnalité davantage développée lors de la deuxième saison) mais aussi très sûr de lui et assez hautain, il est divorcé et père d'une adolescente de dix-sept ans, Emily, qui a hérité des talents de son père. Parfois farceur et surtout excellent acteur, il ne peut cependant s'empêcher, de manière maladive, de chercher à tout contrôler et à décortiquer les émotions de tout le monde, ce qui le rend très difficile à vivre pour ses proches et a fortement motivé la demande de divorce de son ex-épouse. Il perd également tout sang-froid et entre rapidement dans une colère noire lorsqu’on s’en prend à sa fille Emily, qu’il adore et pour qui il serait prêt à mentir sans hésiter. Le personnage de Cal Lightman affiche un accent britannique prononcé et utilise parfois le cockney, des particularités qu'il est possible d'entendre dans la version originale. Cependant, elles disparaissent totalement dans la version française.
- Gillian Foster : Docteur en psychologie particulièrement douée en interrogatoires, assure conjointement avec Cal la direction du groupe Lightman. Ils se sont connus pendant une affaire de terrorisme, où les capacités du docteur Lightman ont été évaluées par Foster pour le Pentagone. Tous deux maintenant très proches, ils se sont promis de ne pas utiliser leurs capacités d'analyse dans leurs vies privées respectives. Au début de la deuxième saison, elle divorce de son mari, Alec Foster, haut fonctionnaire ayant des problèmes avec la cocaïne. Cal a une grande amitié pour Gillian, allant jusqu'à espionner Alec lorsqu'il pense que ce dernier la trompe. Bien qu'ils aient un grand respect l'un pour l'autre et qu'ils jouent un jeu de séduction tout au long de la série, Cal n'hésite pas à lui rappeler que c'est son nom qui est marqué sur l'enseigne afin de lui rappeler que c'est lui le patron. À la fin de la saison 3, Cal avouera à sa fille qu'il est amoureux de Gillian.
- Ria Torres : Découverte et recrutée dès le début de la première saison par Cal et Gillian au vu de ses brillants résultats en tant qu'agent de sécurité dans un aéroport, est une instinctive, qui n'a jamais eu de formation pour repérer les micro-expressions et dont le don a été réveillé par les violences que son père lui a fait subir dans son enfance. Très impulsive, elle a parfois du mal à contrôler ses émotions, ce qui la pénalise dans son objectivité et la rigueur de son travail.
- Eli Loker : Issu du M.I.T., est employé par le groupe Lightman, spécialisé dans le repérage des micro-expressions et l'analyse vocale. Partisan de l'honnêteté radicale (qui consiste à toujours dire la vérité, aussi embarrassante soit-elle), il passe souvent pour trop abrupt et peu diplomate. Après avoir fait échouer une négociation entre un riche industriel et ses employés en le dénonçant au FBI, Cal lui permettra cependant de conserver son emploi, mais sans le rémunérer pendant la saison 1, mais au début de la saison 2, Cal refuse une augmentation à Eli, il est donc de nouveau rémunéré. Bien souvent, il ne supporte pas le caractère hautain de Cal et va même jusqu'à chercher un autre emploi.
- Emily Lightman : Fille adolescente de Cal Lightman, qui a dix-sept ans et est très intelligente. Ses parents assurent sa garde partagée. Elle obtient son permis de conduire durant la saison trois et fait partie du club de journalisme de son lycée. Bien qu'elle n'apprécie généralement pas les aptitudes de son père à la "lire", elle ne nie absolument pas son mérite, bien au contraire. Elle a plusieurs petits amis durant la série, que son père analyse. Il lui arrive parfois de se retrouver dans de drôles de situations ; elle possède de fausses cartes d'identité, et – ce qui chagrine quelque peu son père – a perdu sa virginité. En dépit de cela, elle est sage et très bien élevée. Contrairement à son père, elle sait faire preuve de tact et de délicatesse. C’est une fille empathique et toujours désireuse d’aider quand elle le peut ; elle n’hésiterait pas à mentir pour protéger ceux qu’elle aime. En plus de cela, elle entretient une relation très proche avec son père. Si ses futurs projets professionnels sont inconnus, on peut supposer qu’elle reprendra l’entreprise de son père ; elle possède d’ailleurs déjà certains de ses talents en détection de mensonges.
- Ben Reynolds : Agent du FBI, devient agent de liaison afin d'assurer et faciliter la collaboration entre le groupe Lightman et le FBI dans la saison 2. Pas toujours en accord avec les méthodes de Cal, il le respecte néanmoins, et les deux hommes sont de bons amis, même lorsque l’agence Lightman cesse sa collaboration avec le FBI.

#### Personnages récurrents et secondaires
- Karl Dupree : Agent du Secret Service. Il va rencontrer le Dr Cal Lightman et Ria lors d'une mission de protection commune. Devenu, à la suite de cette rencontre, le petit ami de Ria, il entretient par contre des rapports assez tendus avec Cal et avec Eli depuis que ce dernier a embringué Ria dans son mensonge, durant une affaire dans la saison 1. Il tombe dans le coma lors d'une attaque terroriste visant un centre commercial qu'il devait surveiller. On ignore actuellement s'il s'est réveillé, et s'il est toujours en couple avec Ria.
- Zoe Landau : Assistante du procureur dans la saison 1 qui ouvrira son propre cabinet d'avocats au cours de la saison 2, est l'ex-épouse de Cal et la mère d'Emily. Elle a souvent recours à l'aide de son ex-mari dans des affaires particulièrement difficiles à analyser. Elle conserve avec lui des rapports assez ambigus, affichant un mépris mutuel en public mais couchant parfois avec lui.
- Clara Musso : Femme d'affaires qui investit dans le groupe Lightman. Il la rencontre alors qu'elle est accusée d'avoir tué son mari. Au début convaincu de sa culpabilité, Cal se rend compte qu'elle est innocente et parvient à le prouver au cours du procès. Reconnaissante, Clara réunit des investisseurs potentiels, mais exige aussi quelques leçons de la part de Cal. Elle finit toutefois par disparaître après avoir dissimulé des informations à propos d'une amie dans une affaire d'assassinat.
- Dave Burns : Agent de la DEA infiltré dans un foyer pour jeunes délinquants en tant que psychologue. Il séduit Gillian et entame une liaison avec elle. Après avoir découvert son secret, elle continue à lui faire confiance. Dave est cependant enlevé par un trafiquant de drogue qui l'accuse d'avoir tué son père; Cal et Gillian réussissent à le tirer d'affaire, mais la couverture de Dave est désormais caduque, et il est obligé de quitter Gillian.

### Réalité scientifique
Le Dr Paul Ekman, spécialisé en psychologie clinique, est à l'origine des découvertes scientifiques du langage corporel et de l'analyse des micro-expressions et a inspiré le nom du héros de la série, le Dr Cal Lightman.
Le générique montre Cal Lightman observant différentes expressions faciales comme la peur ou le sourire forcé. Ces expressions sont accompagnées d'un code (exemple : Peur 21C). Ces codes correspondent aux codes des unités d'action (AU Action Units) du système FACS (Facial Action Coding System) des psychologues Paul Ekman et Wallace Friesen. Le chiffre identifie une des 46 unités d'action et la lettre de A à E indique l'intensité. Ces unités d'action sont également évoquées par les personnages dans la série.

## Accueil

### Accueil critique
La série a principalement reçu des avis positifs de la part des critiques. Elle a obtenu un score de 64 sur Metacritic d'après 24 critiques. Ken Tucker, d’Entertainment Weekly, a noté la série d'un B- et a écrit : « Lie to Me est peu original mais bien conçu, prévisible mais légèrement novateur… Il n'est pas étonnant que la Fox pense qu'elle possède un succès potentiel. » Néanmoins, il a de même commenté : « Si cette critique était un visage, Dr Lightman dirait qu'elle aurait un sourire forcé : optimiste mais dubitatif sur les chances de Lie to Me. » Tom Shales, du Washington Post, a écrit : « Lie to Me semble être une série dramatique exceptionnellement consistante, réfléchie et qui invite à réfléchir — encore une série policière, oui, mais une qui a une différence dramatique et hypnotique… De loin l'une des meilleures nouvelles séries de la saison. »

### Audiences
Aux États-Unis, les audiences ont décliné au fur et à mesure que la série avançait. Le pilote a réuni plus de 12 millions de téléspectateurs, alors que l'épisode final de la première saison n'a eu une audience que de 8,46 millions. L'épisode le plus regardé a été l'épisode trois, Le Prix de la perfection (A Perfect Score), qui a attiré près de 13 millions de téléspectateurs.
La deuxième saison a été diffusée le 28 septembre 2009 et a réuni 7,73 millions de téléspectateurs. L'épisode final de la saison deux n'a eu une audience que de 4,94 millions le 13 septembre 2010.
À la suite de la commande plus tardive de nouveaux épisodes, la diffusion de la deuxième saison a été interrompue au bout de 10 épisodes pour ne reprendre qu'à partir du 7 juin 2010 sur la FOX.
La troisième saison, dont la diffusion du premier épisode a été repoussée au 4 octobre 2010, a réuni à 5,87 millions de téléspectateurs aux États-Unis. L'arrêt officiel de la série a été annoncé par la Fox le 10 mai 2011.
| Saisons  | Nombre d'épisodes | Années      | Audience moyenne (en millions) | Audience moyenne (en millions) |
| Saisons  | Nombre d'épisodes | Années      | Drapeau des États-Unis         | Drapeau de la France           |
| -------- | ----------------- | ----------- | ------------------------------ | ------------------------------ |
| Saison 1 | 13                | 2009        | 11,06                          | 3,76                           |
| Saison 2 | 22                | 2009 - 2010 | 7,39                           | 2,79                           |
| Saison 3 | 13                | 2010 - 2011 | 5,84                           | 3,17                           |

### Distinctions

#### Récompenses
Lie to me a obtenu deux récompenses aux People's Choice Awards :
- People's Choice Awards 2009 : combattant de la criminalité préféré pour Tim Roth
- People's Choice Awards 2011 : série criminelle dramatique préférée

#### Nominations
- Primetime Emmy Awards 2009 : design de générique exceptionnel